# Jamie Farr

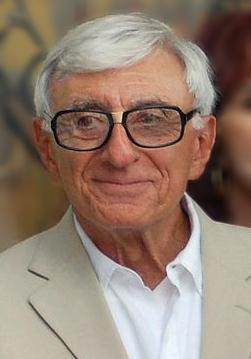
Jamie Farr (2012)

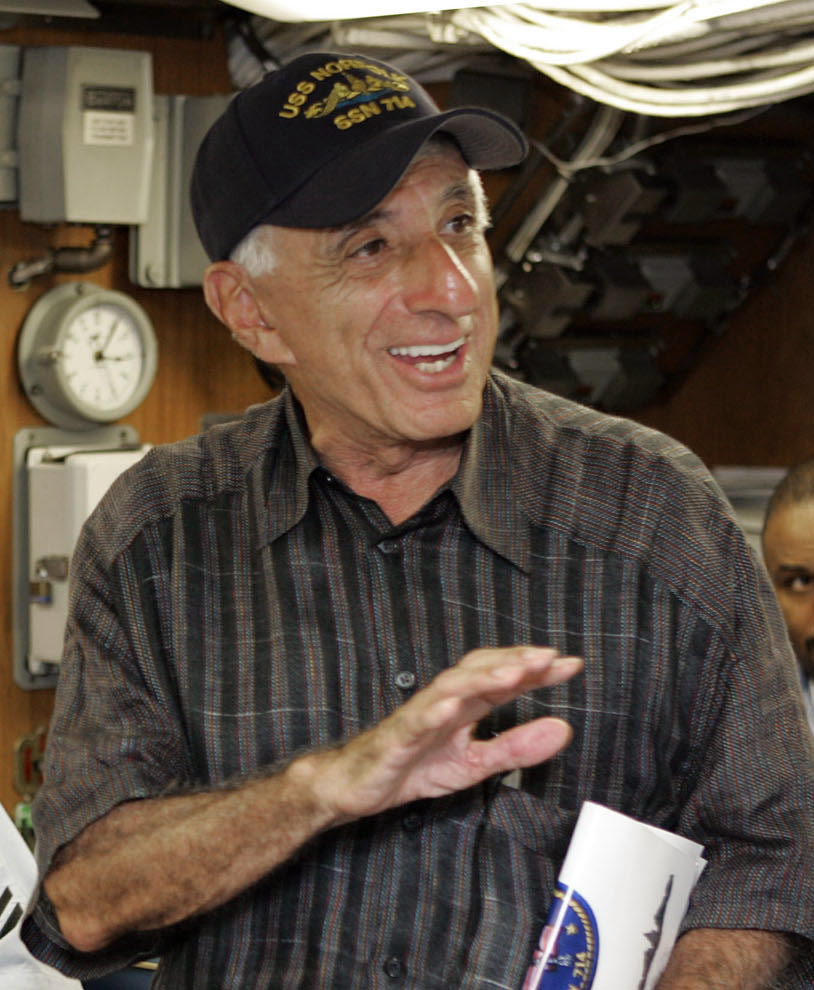
Jamie Farr 2007

Jamie Farr (* 1. Juli 1934 als Jameel Joseph Farah in Toledo, Ohio) ist ein US-amerikanischer Schauspieler. Bekannt wurde er durch die Rolle des Corporal Klinger in der Fernsehserie M*A*S*H.

## Kindheit und Jugend
Der Sohn der libanesisch-amerikanischen Eltern Jamelia und Samuel N. Farah, einem Händler, hatte seinen ersten Schauspielerfolg mit elf Jahren. Er gewann bei einem lokalen Schauspielwettbewerb zwei Dollar Preisgeld. Auf der High School soll er ein außergewöhnlich guter Schüler gewesen sein. Jamie Farr betätigte sich im Pasadena-Spielhaus, wo ein MGM-Talentsucher auf ihn aufmerksam wurde und ihn zu einem Vorsprechen für den Film Die Saat der Gewalt einlud. Er bekam die Rolle und spielte den geistig zurückgebliebenen Schüler Santini.

## Karriere
Im Abspann von Die Saat der Gewalt (1955) wurde Farr noch als „Jameel Farah“ bezeichnet. Im selben Jahr spielte er eine Rolle in Kismet. Danach nahm er mehrere Jobs an, so etwa als Angestellter bei der Post, bei einer Fluglinie, in einem Armeeladen und auf einer Chinchilla-Ranch. Aber auch an seiner TV-Karriere feilte er weiter. In den späten 1950er Jahren fing er bei der Red Skelton Show an und wurde zweiter Mann hinter Harvey Korman bei der Danny Kaye Show. Im Anschluss daran wurde ihm eine Nebenrolle in der TV-Serie M*A*S*H angeboten. Als sich dann herausstellte, dass der von ihm dargestellte Charakter „Corporal Klinger“ bei den Zuschauern sehr beliebt war, wurde dieser dauerhaft in die Serie eingebunden und zu einer Hauptrolle „befördert“. Farr spielte einen aus Toledo stammenden Corporal, der immer wieder alles Mögliche unternimmt, um aus der Army entlassen zu werden. Dabei bezieht er sich vor allem auf den § 8, nach dem ein Soldat wegen seines umnachteten Geisteszustandes als Verrückter entlassen werden muss. Um dies zu erreichen, ist ihm fast nichts heilig; zur Masche wird dabei das Tragen von Frauenkleidung. Er versucht sich eine Lungenentzündung einzufangen oder einen Rekord im Pfahlsitzen aufzustellen; er schickt dem Präsidenten der Vereinigten Staaten und seinem Oberkommandierenden Bilder von sich in den schönsten Kleidern, erfindet den Tod von Familienangehörigen und vieles mehr. Später wird Klinger Kompanieschreiber und legt die Damenkleider ab. Dies soll auf Drängen des Schauspielers hin erfolgt sein, da er vor seinen Kindern so nicht mehr habe auftreten wollen. Farr war einer von drei Schauspielern, die sich 1983 für eine Fortsetzung von M*A*S*H ausgesprochen haben. Außerdem spielte er in dem Spin-off After MASH mit, das jedoch nicht an den Erfolg des Vorläufers anknüpfen konnte.
Farr nahm danach noch Rollen für den Film Auf dem Highway ist die Hölle los und dessen zweiten Teil an. Auch in einigen TV-Produktionen wirkte er noch mit wie auch in Werbespots für den Schokoriegel „Mars“. 1985 wurde ihm auf dem Hollywood Walk of Fame ein Stern gewidmet. Des Weiteren war er Richter in der Gong-Show. Darüber hinaus spielte er mit seinem M*A*S*H-Kollegen William Christopher („Father Mulcahy“) bis Mitte der 1990er Jahre Theater.

## Abseits der Schauspielerei

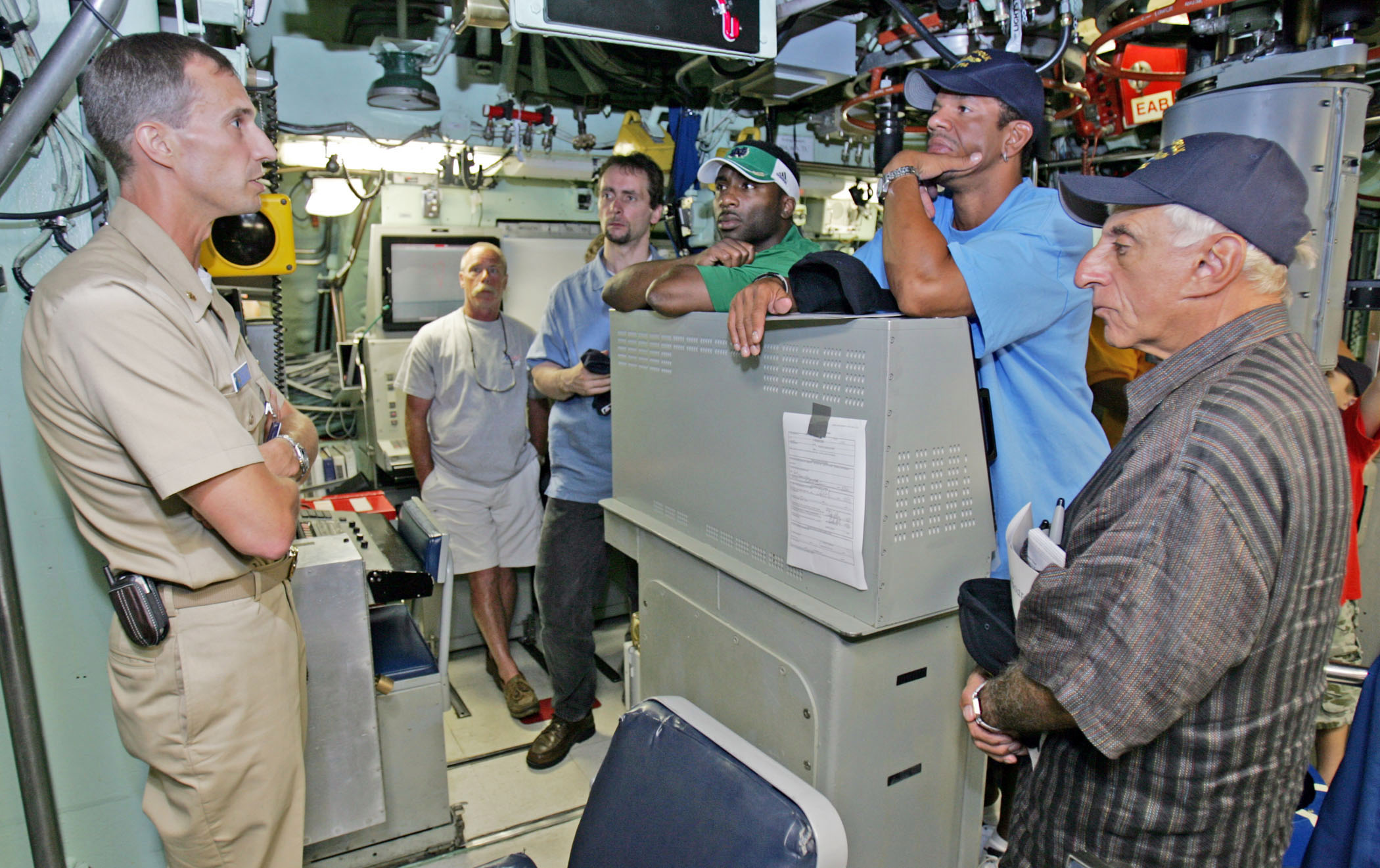
Jamie Farr bei der Besichtigung der Norfolk

Farr war Ausrichter eines jährlichen professionellen Golfturniers für Frauen während der LPGA-Tour, das Jamie Farr Owens Corning Classic in Ohio. Das Turnier brachte über 4,8 Millionen Dollar für lokale karitative Einrichtungen für Kinder ein. Er war auch einer von drei Darstellern aus MASH (neben Alan Alda und Mike Farrell), der eine Autobiografie schrieb, die er „Just Farr Fun“ nannte. Farr leistete ab 1955 nach den Aufnahmen zum Film Blackboard Jungle seinen Wehrdienst in der United States Army ab. Während seiner zweijährigen Dienstzeit war er in Japan und in Korea stationiert.
Der Park, in dem die Familie Farr viel Zeit verbrachte, wurde am 5. Juli 1998 umbenannt in „Jamie Farr Park“. Farr selbst sagte über den Park: „Ich wollte Schauspieler sein, ein berühmter Schauspieler, und ich wollte, dass meine Heimatstadt Toledo, Ohio, stolz auf mich ist.“ Die New York Post zitierte einen weiteren Satz: „Der Jamie Farr Park ist mit Sicherheit ein Höhepunkt meiner Karriere und meines Lebens.“ Auch in der TV-Serie M*A*S*H äußerte sich die Liebe zu seiner Heimatstadt: Corporal Klinger wurde auch in der Serie in Toledo geboren, welches er des Öfteren liebevoll erwähnte.

## Jamie Farr in der Popkultur
- In dem Song Everything You Know is Wrong von Weird Al Yankovic heißt es: „And soon I was abducted by some aliens from space who kinda looked like Jamie Farr“ (deutsch: „Und bald wurde ich von ein paar Aliens aus dem Weltraum entführt, die so ähnlich aussahen wie Jamie Farr).“
- In der amerikanischen Version der Comedyserie Whose Line Is It Anyway? heißt es in einem irischen Trinkliedspiel mit dem improvisierten Titel Sleeping with an ugly woman, vorgetragen von Wayne Brady, in der letzten Zeile: „she looked like Jamie Farr“.
- In „Family Guy: Live in Vegas“ sagt Stewie zu Brian, dass er bei richtigem Licht ein bisschen Ähnlichkeit mit Jamie Farr habe.
- Während der Folge „Ein Opfer der Liebe“ der Serie Die wilden Siebziger treten bei einer Show die Geschlechter zu einem Wissensquiz an. Als sich eine Niederlage der Männer abzeichnet, wechselt Farr, der als er selbst auftritt, zum Frauenteam. Er sagt, er dürfe dies, da er früher immer Frauenkleider getragen habe.
- In einer Folge der Comedy-Serie The Larry Sanders Show wird Jamie Farr in einer Aufzählung in einer Reihe mit Zsa Zsa Gabor und Sally Struthers genannt, als es darum geht, dem Produzenten der Show seitens der Senderleitung darzulegen, wie gestrig die Gäste der Talkshow seien.

## Filmografie (Auswahl)
Im Abspann der Filme wird er bisweilen auch als Jameel Farah oder Jamsel Farah aufgeführt.
- 1955: Die Saat der Gewalt (Blackboard Jungle)
- 1956: Diane – Kurtisane von Frankreich (Diane)
- 1958: Blindgänger der Kompanie (No Time for Sergeants)
- 1959/1961: The Rebel (Fernsehserie, 2 Folgen)
- 1961: Twilight Zone (The Twilight Zone, Fernsehserie, Folge 3x04 Das Ende eines langen Wegs)
- 1961: The Dick Van Dyke Show (Fernsehserie, 4 Folgen)
- 1964: Meine drei Söhne (My Three Sons, Fernsehserie, Folge 5x10)
- 1965: Die größte Geschichte aller Zeiten (The Greatest Story Ever Told)
- 1965: Tod in Hollywood (The Loved One)
- 1965: Amos Burke (Burke’s Law, Fernsehserie, 2 Folgen)
- 1965/1966: Mein Onkel vom Mars (My Favorite Martian, Fernsehserie, 2 Folgen)
- 1966: Bezaubernde Jeannie (I Dream of Jeannie, Fernsehserie, Folge 1x16)
- 1966: Laredo (Fernsehserie, Folge 1x18)
- 1966: Tag der Abrechnung (Ride Beyond Vengeance)
- 1967: Was kümmert uns die Bank? (Who’s Minding the Mint?)
- 1968: Der Mann in Mammis Bett (With Six You Get Eggroll)
- 1968: Mini-Max (Get Smart, Fernsehserie, Folge 4x01)
- 1969: Lieber Onkel Bill (Family Affair, Fernsehserie, Folge 3x27)
- 1970: Tora! Tora! Tora! (Sprechrolle)
- 1971: Chicago Teddybär & Co. (The Chicago Teddy Bears, Fernsehserie, 11 Folgen)
- 1972–1983: M*A*S*H (Fernsehserie, 211 Folgen)
- 1973: Die Straßen von San Francisco (The Streets of San Francisco, Fernsehserie, Folge 1x17)
- 1973: Heavy Traffic
- 1973: Ein verdammt netter Junge (The All-American Boy)
- 1973: Arnold
- 1974/1975: Barnaby Jones (Fernsehserie, 2 Folgen)
- 1978–1983: Love Boat (The Love Boat, Fernsehserie, 4 Folgen)
- 1981: Auf dem Highway ist die Hölle los (The Cannonball Run)
- 1981: Ein Colt für alle Fälle (The Fall Guy, Fernsehserie, Folge 1x07)
- 1983–1985: After MASH (Fernsehserie, 30 Folgen)
- 1984: Auf dem Highway ist wieder die Hölle los (Cannonball Run II)
- 1984: Herz ist Trumpf (For Love or Money, Fernsehfilm)
- 1986: Eine total verrückte Formel (Happy Hour)
- 1988: Um jeden Preis (Run Till You Fall, Fernsehfilm)
- 1988: Mord ist ihr Hobby (Murder, She Wrote, Fernsehserie, Folge 5x02)
- 1988: Die Geister, die ich rief … (Scrooged)
- 1988: Mein Vater ist ein Außerirdischer (Out of This World, Fernsehserie, Folge 2x09)
- 1989: Cannonball Fieber – Auf dem Highway geht’s erst richtig los (Speed Zone!)
- 1989: Das Gift der Hölle (Curse II: The Bite)
- 1991: Bloodbrother III – Fearless Tiger (Fearless Tiger)
- 1998: Diagnose: Mord (Diagnosis: Murder, Fernsehserie, Folge 5x15)
- 1999: Verrückt nach dir (Mad About You, Fernsehserie, Folge 7x16)
- 2000: Just Shoot Me – Redaktion durchgeknipst (Just Shoot Me!, Fernsehserie, Folge 4x23)
- 2002/2003: Die wilden Siebziger (That ’70s Show, Fernsehserie, 2 Folgen)
- 2007: Family Guy (Fernsehserie, Folge 6x03, Sprechrolle)
- 2013: This World
- 2016: Bella and the Bulldogs (Aubrey and the Bulldogs, Fernsehserie, Folge 2x15)
- 2018–2019: The Cool Kids (Fernsehserie, 6 Folgen)